# Flikig bladkaktus
Flikig bladkaktus (Epiphyllum anguliger) är en art i familjen kaktusväxter. Den förekommer naturligt i Mexiko. Arten odlas som krukväxt för de vackra blommorna som kommer fram under sensommaren och hösten.